# Reclaimfest
Reclaimfester är gatufester kopplade till rörelsen Reclaim the Streets. Kan även jämföras med Gatans parlaments fester under parollen Reclaim the City. Rörelserna är dock separata från varandra.
En reclaimfest hålls i det offentliga rummet, till exempel gator och torg, och är menat att vara en fest för allmänhetens rätt till ett offentligt rum fritt från kapitalistiska budskap.
Mest uppmärksammat blev reclaimfesterna i media efter oroligheter under en Reclaim the City-fest i Stockholm, den 1 maj 2004.